# Mauna frigida
Mauna frigida är en skalbaggsart som först beskrevs av Blackburn 1878.  Mauna frigida ingår i släktet Mauna och familjen jordlöpare. Inga underarter finns listade i Catalogue of Life.